# Plexicushion
Plexicushion là sân quần vợt cứng có bề mặt được làm từ acrylic, là một loại sân được sử dụng trong các giải của hiệp hội quần vợt nhà nghề và hiệp hội quần vợt nữ. Mặt sân được chế tạo và bán ra bởi California Products Corporation, công ty có trụ sở tịa Andover, Massachusetts, Hoa Kỳ.

## Úc Mở rộng

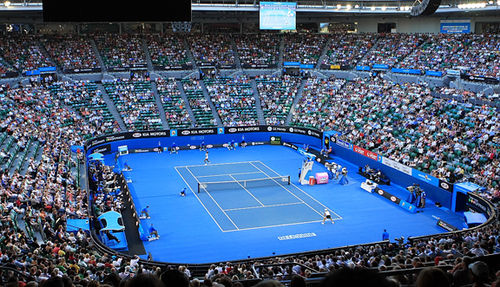
Rod Laver Arena, sân trung tâm của Úc Mở rộng được làm từ bề mặt Plexicushion.

Ngày 30 tháng 5 năm 2007, giải Úc Mở rộng và Tennis Australia thông báo Plexicushion sẽ là bề mặt sân mới của giải Úc Mở rộng, thay thế mặt sân Rebound Ace đã được sử dụng tại Melbourne Park từ năm 1988. Mặt sân Plexicushion lần đầu được sử dụng tại giải Úc Mở rộng 2008, và các giải đấu hàng đầu khác.

## Indian Wells
Một mặt sân cứng tương tự, được gọi là "Plexipave", được sử dụng tại giải Indian Wells Masters.